# رحلة حنظلة من الغفلة إلى اليقظة
رحلة حنظلة من الغفلة إلى اليقظة هي مسرحية كتبها سعد الله ونّوس عام 1978 وقدمها على المسرح المخرج فواز الساجر في مسرح وست هول في الجامعة الأمريكية في بيروت.

## الممثلون
- عبد اللطيف السميري (حنظلة)
- جيدا الحجار

وأيضا تم تقديمها ضمن فاعليات مسابقة جامعة الإسكندرية وقدمها فريق كلية التجارة للفنون المسرحية واخرجها ا/احمد مكي
- ياسر احمد  (حرفوش)
- مصطفي يوسف (حنظلة)

## المصدر
- بيسان طي، «حنظلة» يسمّي الأشياء بأسمائها جريدة الأخبار (نسخة محفوظة 12 يونيو 2008 على موقع واي باك مشين.)